# Tore Westlund

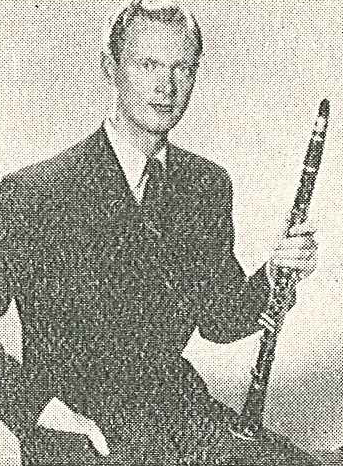
Tore Westlund på ett foto från en annons för hans egen lärobok i klarinettspel 1942.

Tore Oskar Westlund, född den 10 december 1910 i Västerås, död den 22 januari 1995 i Enskede, var en svensk musiker. Han spelade instrumenten klarinett och saxofon. 
Som fjortonåring kom Westlund in på Musikaliska Akademien, där han sedan fortsatte i tolv terminer. Samtidigt med studierna spelade han i flera Stockholmsorkestrar, bland annat en säsong med Helge Lindberg på Vasan. 1931-32 spelade han basklarinett i Konsertföreningen men slutade där när han fick ett välbetalt jobb med Georg Enders på Berns Salonger. Där stannade han sedan till 1936 när han fick engagemang hos Håkan von Eichwald som då tog över jobbet på Berns och som året därpå spelade på Fenix-Kronprinsen.
Klarinetten var Westlunds huvudinstrumentet men han spelade även altsaxofon i de dansorkestrar där han medverkade. När Thore Ehrling 1938 startade sin orkester blev Westlund engagerad för att som första sax leda orkesterns saxsektion. Hos Ehrling uppmärksammades också mer än tidigare hans kvaliteter som klarinettsolist; hans utvecklade sinne för rytmik och harmonik gjorde att han hade lätt för att improvisera. Jazz var dock långt ifrån hans enda musikaliska intresse, 1941 övergick han till Sune Waldimirs orkester inom Radiotjänst, och där stannade han kvar även sedan den omvandlats till Radiosymfonikerna på 1960-talet.
Tore Westlund ligger begravd på Skogskyrkogården.

## Filmografi
- 1938 – Musik och teknik
- 1940 – Swing it, magistern!